# Wesnianka (obwód wołyński)
Wesnianka (hist. Wiszniów; ukr. Веснянка) – wieś na Ukrainie w rejonie łuckim obwodu wołyńskiego.
Znajduje tu się przystanek kolejowy Wesnianka, położony na linii Zdołbunów – Kowel.
W okresie międzywojennym kolonia.
Do 2020 w rejonie kiwereckim. 